# دلووهوپولسکو
دلووهوپولسکو (به چکی: Dlouhopolsko) یک منطقهٔ مسکونی در جمهوری چک است که در ناحیه نیمبورک واقع شده‌است. دلووهوپولسکو ۲۲۹ نفر جمعیت دارد.